# L'Instant (diari)
L'Instant, «diari de la nit», va ser un diari vespertí que va aparèixer a Barcelona el gener de 1935 com a substitut del diari La Veu del vespre, lligat al partit de la Lliga Catalana i el seu diari La Veu de Catalunya. Va ser el primer i únic diari català que va agermanar premsa i ràdio. Després del cop d'estat franquista, L'Instant va ser confiscat i va desaparèixer el desembre del 1936.
No és clar qui en va ser el director durant la seva breu història. Solà i Dachs i Josep Maria Huertas citen Ignasi Agustí com a director. Les memòries d'Ignasi Agustí i les de Carles Sentís deixen entreveure Ramon d'Abadal com a possible director a l'ombra.

## Origen
L'Instant va néixer l'1 de gener de 1935 com a substitut del desaparegut diari La Veu del vespre. Una iniciativa lligada a la Lliga Catalana i al seu líder Francesc Cambó a Barcelona. Ramon d'Abadal se n'atribueix la creació en l'entrevista de Baltasar Porcel.

S'havia concebut com un «diari radiofònic», que combinés el periodisme escrit amb el parlat. Col·laborava amb la Ràdio Associació de Catalunya. Dedicava una pàgina diària als programes de ràdio i al desenvolupament i els problemes tècnics que tenia aquest mitjà informatiu nou que es va popularitzar-se ràpidament. En el primer número, desitja «a tots els seus amics i lectors un bon any nou» i publica els seus propòsits en una editorial fundacional:
| «                                 | Diari d'informació, L'instant, ve a col·locar-se al marge de tots els interessos de partit, que d'altra part respecta. Res no planyerà a la seva amplitud periodística ni al seu millorament; però tampoc no planyerà res a la seva independència. Diari català, substancialment català, res que sigui d'interès per a Catalunya podrà ser indiferent a L'instant. Però aquest superior interès que orientarà permanentment les nostres tasques ens obligarà encara més a mantenir una estricta neutralitat davant de tots els apassionaments i de totes les polèmiques partidistes. D'altra banda L'instant ve a representar una modalitat nova dintre de la premsa del país. És evident que d'ençà d'uns quants anys el nostre públic patia una mica del divorci existent entre els dos grans vehicles de la informació moderna: la Premsa i la Ràdio. Nosaltres aspirem a coordinar-los amb el nostre diari, convençuts fermament dels grans beneficis que això reportarà al nostre públic, com s'ha esdevingut amb empreses semblants en altres indrets del món. I ara, la nostra més expressiva salutació a tota la Premsa i a tots els lectors. | » |
| — L'Instant, 1r de gener de 1935, | |   |

Tot i ser un diari de partit, en aquesta primera editorial intentà allunyar-se dels interessos partidistes. Per primer cop, es prima l'estratègia informativa per sobre de la ideològica, i serà un diari amb noves seccions encarat sobretot a l'entreteniment. A més a més de la informació radiofònica, L'instant va donar reportatges d'actualitat i sobre les estrenes teatrals. Va captar l'interès del públic femení, com era de costum en aquesta època, amb articles de cuina, moda i de la llar.
Segons Sentís, col·laborador del diari, llavors es considerava que els diaris de tarda, per la seva hora de sortida, havien de ser més «oberts, més àgils, més populars, més creatius, més divertits, en contrast amb els diaris de matí, seriosos, grisos, repetitius, molt tancats…». Sentís comenta que «la idea era fer un diari sense massa contingut polític, que no manifestés obertament la ideologia del partit, sense editorial, innovador, estretament lligat a la ràdio per aprofitar la capacitat divulgadora d'ambdós». Ho veia com un diari amb un disseny nou, una compaginació atrevida, innovadora per l'època.
Era més un diari informatiu que polític, i no tenia secció d'opinió ni publicava de manera freqüent articles d'opinió, tret de l'article humorístic diari a primera plana de Valentí Castanys (secció «Comentaris a l'instant»). Només es trobaven opinions en algunes informacions polítiques, pròximes a les postulacions de la Lliga.

## Història

### Dubtes sobre el director
La qüestió del director del rotatiu és complexa, ja que hi ha versions diferents segons l'autor. Segons Lluis Solà i Dachs i Josep Maria Huertas, el seu únic director fou Ignasi Agusti. Baltasar Porcel parla d'Agustí com un jove redactor, i atribueix la direcció de 'L'Instant a Ramon d'Abadal. En aquesta línia, Carles Sentís a les seves Memòries d'un espectador cita Ramon d'Abadal com el gerent del diari i diu que «Joan-Baptista Solervicens col·laborava amb Ramon d'Abadal en funcions directives», enclou que per tant aquest últim complia una tasca directiva en el diari.
Ignasi Agustí a les seves memòries no afirma ni nega en cap moment la direcció del diari. Aclareix però una mica els dubtes entorn el director al comentar que en aquell temps els directors de les publicacions es quedaven a l'ombra. Amagaven els seus noms, i posaven falsos directors per tal que fossin ells qui es responsabilitzessin de les possibles accions judicials: «Es de subrayar que en aquellos tiempos los directores de los diarios (por lo menos en los que yo estuve) eran simulados. […] Don Ramon d'Abadal, por ejemplo, no fue nunca director oficial de La Veu de Catalunya. Ese era un pobre mozode almacén que se llamaba, me parece, Niubó, y que por un mínimo sobresueldo corría el riesgo de ir a la cárcel cuando se producía alguna acción judicial contra el diario.»

### Evolució
L'Instant va tenir en només 4 mesos un gran èxit de tirada, fet que el mateix diari va valorar en un article publicat el 4 de maig de 1935 amb el títol “Els grans èxits de L'instant”, on comentaven que els motius de l'èxit eren la qualitat i l'amplitud de continguts (reportatges polítics, temes artístics, espectacles, esports, literatura, informació gràfica i ràdio) i les activitats paral·leles organitzades (concursos, actes esportius, etc.).
En relació al públic, el diari deia que l'alta tirada era deguda als aficionats a l'esport, que «Sigui quin sigui l'esport que prefereixen, troben sempre en L'instant les informacions adients» i al públic femení que citava en el següent fragment:«L'Instant és un dels pocs diaris barcelonins que són llegits també per les senyores. Ultra els reportatges i les informacions diàries, cada dissabte s'assabenten del curs de la moda i de mil coses més, per a elles interessant, per mitjà d'una pàgina femenina, curosament confeccionada per especialistes de la moda, de la cuina i de la llar.»
L'Instant no tingué incidents fins al mes de juliol de 1936, quan comença la guerra civil. D'aleshores ençà, la publicació té un evident i obligat canvi d'orientació tot i que conserva la seva estructura. Des del dia 17 fins al 22 de juliol sen suspèn la impressió, i quan reapareix el dies 22 i 23 de juliol ho fa en un format d'un sol full, és a dir quatre pàgines. A partir del 6 d'agost passarà a una certa normalitat amb la publicació de sis pàgines.
El canvi d'orientació el trobarem el 29 d'agost, quan el diari passarà a mans de la CNT, i al costat de la capçalera public una manxeta que diu: «L'Instant no és un diari d'esquerra burgesa. L'Instant està dirigit i administrat per un Comitè d'obrers. Obrers: col·laboreu a la vostra obra!»
En aquest mateix número, el rotatiu publica un editorial que, amb el títol de “Per Catalunya! Per la República! Per la llibertat!”, diu, entre altres coses que el personal del diari ha nomenat un Comitè Obrer que ha assumit la direcció tècnica i administrativa de L'Instant. Apareix amb el subtítol «Controlat per Comitè Obrer, afecte a la CNT».

### Dificultats econòmiques
Una de les principals preocupacions del diari durant la curta etapa de vida durant la guerra foren les dificultats econòmiques. El personal no cobrava o trigava molt a fer-ho malgrat l'autogestió, i això el va conduir a inserir en la capçalera del nº520 del 5 de setembre aquest anunci en lletres ben grosses: «El personal de L'Instant no ha cobrat encara els sous corresponents al mes d'agost perquè el ciutadà Fontbernat, Comissari de Ràdio a la Generalitat, no ha autoritzat a Ràdio Associació de Catalunya el pagament dels compromisos i obligacions que té establerts amb L'Instant.»
La nota no degué agradar gaire al ciutadà Fontbernat però assolí els efectes desitjats perquè l'endemà va aparèixer una altra que passava al tractar el ciutadà Fontbernat de senyor Josep Fontbernat.
La vida del diari ja estava condemnada, i no va sortir mai més amb el nombre de planes que tenia abans de la guerra. A més a més, com la major part de la premsa del període de la guerra civil, havia perdut l'agilitat en la informació i es limitava a complir el paper que ha de jugar la promesa en temps de guerra. L'agonia del diari arriba fins al Nadal de 1936, quan publica l'anunci amb el qual van plegar molts diaris: «Degut a les dificultats per a obtenir paper, L'Instant deixarà de publicar-se momentàniament».
A la mateixa pàgina d'aquesta última edició, trobem una nota commemorativa que recorda un fet dolorós pel diari, i que diu molt de la seva ideologia: «Avui, tercer aniversari de la mort de Francesc Macià, constatem una vegada més que el temps engrandeix la figura del gran català.»

## Fitxa tècnica
- Pàgines: Generalment 8 pàgines a 7 columnes. Cal als últims moments del diari foren 4,3 o 2 pàgines.
- Format: 600x400mm
- Edicions: 1 cada dia
- Preu: 10 cèntims i 2,50 pessetes de subscripció al mes. A partir de l'1 de juny de 1936 el preu passara 15 cèntims i la subscripció a 3,50 pessetes.

### Redactors i col·laboradors
El diari tenia més informació cultural i social (successos, societat, entreteniments), que temes de política i l'economia. També contenia moltes fotografies, sovint utilitzades com a material informatiu autònom. Hi havia seccions d'informació general, Successos, Esports, Cinema, Música, Ciència, Ràdio, Nens i columnes humorístics: «Apunts», «Comentaris a l'instant».
- Ramon Garriga i Alemany (redactor en cap)
- Manuel Brunet
- Joaquim Brangulí i Claramunt
- Joan Estelrich
- Miquel Capdevila (reportatges retrospectius)
- Modest Sabaté (crítica literària)
- rene Polo (va fer durant força temps la secció “Apunts”)
- Carles Sentís (periodista. Fa cròniques primer des d'Itàlia i després des de França)
- Sebastià Gasch
- Carles Sala i Joanet
- Tomàs Roig i Llop
- Josep Janés i Olivé
- Carles Sentís (reportatges i cròniques)
- Valentí Castanys (va fer des del novembre del 35 fins al juliol del 36 uns humorístics «Comentaris a L'instant»
- David Santsalvador (1935-1936). Dibuixant. Feu una gran quantitat de retrats relacionats amb el món de la música per tal d'il·lustrar les programacions musicals, les conferències i els recitals que emetia Radio Associació de Catalunya.)
- Pere Clapera (dibuixant)
- Andrade (dibuixant)
- J.M. Vilà (secció esportiva)
- P. Cartañà (secció esportiva)
- Joaquim Ventalló (col·laboracions divulgatives en la part radiofònica)
- Estanislau Ruiz Ponsetí (guerra)